# Pour décrocher la lune
Pour plus de détails, voir Fiche technique et Distribution.

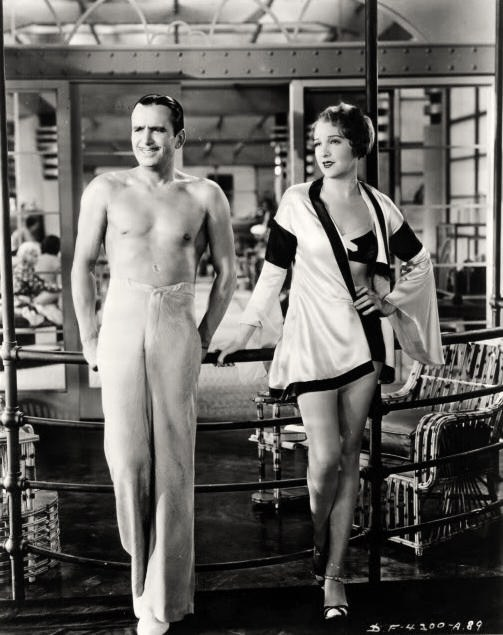
Douglas Fairbanks et Bebe Daniels

Pour décrocher la lune (Reaching for the Moon) est un film musical réalisé par Edmund Goulding, sorti en 1930.

## Fiche technique
- Titre original : Reaching for the Moon
- Titre français : Pour décrocher la lune
- Réalisation : Edmund Goulding
- Scénario : Edmund Goulding d'après une histoire d'Irving Berlin
- Dialogues : Elsie Janis
- Décors : Julia Heron et William Cameron Menzies
- Costumes : David Cox
- Photographie : Ray June et Robert H. Planck
- Montage : Hal C. Kern et Lloyd Nosler
- Direction musicale : Alfred Newman
- Production : Joseph M. Schenck (producteur exécutif) et Douglas Fairbanks (non crédité)
- Société de production : Joseph M. Schenck Productions et Feature Productions
- Société de distribution : United Artists
- Pays : américain
- Langue : anglais
- Genre : Comédie musicale
- Format : Noir et blanc - 35 mm - 1,20:1 - Son : Mono
- Durée : 74 minutes
- Dates de sortie :
  - États-Unis : 29 décembre 1930 (New York), 21 février 1931 (sortie nationale)

## Distribution
- Douglas Fairbanks : Larry Day
- Bebe Daniels : Vivien Benton
- Edward Everett Horton : Roger
- Claud Allister : Sir Horace Partington Chelmsford
- Jack Mulhall : Jimmy Carrington
- Walter Walker : James Benton
- June MacCloy : Kitty
- Helen Jerome Eddy : Secrétaire de Larry
- Bing Crosby : Bing
- Emmett Corrigan : Président de la banque Timothy Grovener
- Wild Bill Elliott
- Dennis O'Keefe
- Larry Steers : Passager